# وسام کاصد
وسام کاصد (انگلیسی: Wissam Gassid؛ زادهٔ ۱۳ فوریهٔ ۱۹۸۱) یک بازیکن فوتبال اهل عراق است.
از باشگاه‌هایی که در آن بازی کرده‌است می‌توان به الشرطه، الزورا، نیروی هوایی عراق، و تیم ملی فوتبال عراق اشاره کرد.
وی همچنین در تیم ملی فوتبال تیم ملی فوتبال عراق بازی کرده است.